# Большой катехизис
Большой катехизис — изложение основ христианства Мартином Лютером. Составлено в 1529 году. Составная часть Книги Согласия.

## Пять основ христианства
Лютер повторил, что есть пять частей христианского учения:
- Десять заповедей,
- Символ веры,
- Отче Наш,
- крещение
- причастие.

Затем он разъяснил их подробно.

## Толкования Десяти заповедей
Так Лютер трактовал 6-ю заповедь «не убий» как запрет на самосуд, но при этом он одобрял казни по коллективному решению правительства. В метафорическом плане эта заповедь также означает запрет на гнев и личное осуждение, а также неоказание помощи.
7-я заповедь «не прелюбодействуй» трактуется как поощрение семейной жизни.
8-я заповедь «не кради» помимо буквального понимается и как запрет мошенничеств, спекуляций, эксплуатаций и прочих «преимуществ».
9-я заповедь «не лжесвидетельствуй» означает право на добрую репутацию и имя, а также запрет на злословие, распространение ложной порочащей информации.

## Цитаты
- «Супружеская жизнь — это не шуточное дело и не проявление самонадеянности, но это превосходное состояние и дело божественной важности»
- «Десять Заповедей — краткое изложение Божественного учения»
- «C папской тиранией следует покончить»
- «Я лишь призываю вас быть христианами»